# Związek Młodzieży Robotniczej
Związek Młodzieży Robotniczej – komunistyczna organizacja młodzieżowa utworzona z inicjatywy grupy działaczy Związku Młodzieży Polskiej ze Zdzisławem Grudniem (przewodniczącym Zarządu Wojewódzkiego ZMP w Katowicach) na czele. ZMR powstał 10 grudnia 1956 w Katowicach na naradzie aktywu młodzieżowego, w której udział wzięli aktywiści ZMP z kilku województw oraz rozłamowa grupa członków Rewolucyjnego Związku Młodzieży. ZMR stanowił organizację niewielką, skupiającą działaczy całkowicie lojalnych wobec władz i opierającą się na bezpośredniej pomocy PZPR. W styczniu 1957 połączył się z RZM w Związek Młodzieży Socjalistycznej.

## Literatura
- Zenobiusz Kozik, PZPR w latach 1954-1957, Warszawa 1982, s. 242-245.